# Drangnag Ri
Der Drangnag Ri oder auch Dragnag Ri ist ein Berg im Himalaya in der Gebirgsgruppe Rolwaling Himal.
Der 6801 m hohe Drangnag Ri liegt an der Grenze der nepalesischen Verwaltungszonen Janakpur und Sagarmatha unweit der Grenze zu Tibet. Der Mount Everest liegt 40 km in Richtung Ostnordost. An der Südostflanke des Drangnag Ri strömt der Drolambaogletscher, an der Nordostflanke der Dingjunggletscher und an der Westflanke der Ripimo-Shar-Gletscher.
Der Drangnag Ri wurde im Jahr 1995 von einer norwegischen Expedition erstbestiegen. Aufgrund sich verschlechternder Witterungsbedingungen bestiegen nur fünf anstatt zehn Expeditionsteilnehmer den Gipfel. Am 30. April 1995 erreichten Bjørn Myrer Lund, Ralph Høibakk, Chris Bonington, Pema Dorjee und Lhakpa Gyalu den Gipfel über den Ostgrat.